# Molophilus subhonestus
Molophilus subhonestus är en tvåvingeart som beskrevs av Alexander 1971. Molophilus subhonestus ingår i släktet Molophilus och familjen småharkrankar. Inga underarter finns listade i Catalogue of Life.